# Raig Verd
Raig Verd és un segell editorial català que forma part de l'associació Llegir en Català. L'editorial ha conformat la seva identitat maldant per no contribuir a la colonització cultural anglosaxona. Va començar amb narrativa, sobretot traduïda, i amb algun autor nostrat. Després va arribar l'assaig, en què la meitat és traducció i l'altra meitat d'ací, una part important encarregada.

## Història
Es va constituir com a empresa el 28 de febrer de 2012 de la mà dels editors Laura Huerga i Jordi Fernández, amb Noemí Giner com a dissenyadora gràfica i Marina del Valle com a editora junior. Va iniciar la seva tasca amb dues col·leccions, una de narrativa (novel·les i llibres de relats) i una altra de narrativa breu. En els seus primers deu anys va publicar 177 títols: 107 novel·les, 43 assaigs i 27 singulars o fora de col·lecció, provinents de 13 llengües diferents: rus, català, kikuyu, anglès, castellà, francès, neerlandès, grec, alemany, portuguès, polonès, croat i gallec. En castellà han publicat una setantena d'obres.
Alguns dels autors publicats són: Ngugi wa Thiong’o, Svetlana Aleksiévitx, Ali Smith, Gerbrand Bakker, Jean Echenoz, Nnedi Okorafor, Ursula K. Le Guin i Juan José Saer, Alasdair Gray, Albert Camus, Bernardo Kucinsky i Gabriel Josipovici, entre d'altres.
També ha publicat llibre destacats com Cap altre amic que les muntanyes, de Behrouz Boochani, i els assajos Descolonitzar la ment, de Ngugi wa Thiong’o i Refugiats climàtics, de Miguel Pajares.

## Premis i reconeixements
- 2012 - XIII Premi Llibreter l'any 2012 per A dalt tot està tranquil, de Gerbrand Bakker